# Liste der denkmalgeschützten Objekte in Martinsberg
Die Liste der denkmalgeschützten Objekte in Martinsberg enthält die denkmalgeschützten, unbeweglichen Objekte der Gemeinde Martinsberg.

## Denkmäler
| Foto |                 | Denkmal                                                       | Standort                                           | Beschreibung | Metadaten |
| ---- | --------------- | ------------------------------------------------------------- | -------------------------------------------------- | --- | --- |
| ja   | Datei hochladen | Ortskapelle hl. Anna HERIS-ID: 62921 Objekt-ID: 75515         | gegenüber Kleingerungs 7 Standort KG: Kleingerungs | Die mit 1909 bezeichnete Kaiser-Franz-Joseph-Jubiläumskapelle in Kleingerungs ist ein schlichter, innen flach gedeckter Bau mit dreiseitigem Schluss, historistischem Altärchen und einem vorgestellten Turm mit Giebelspitzhelm. | BDA-Hist.: Q38101675 Status: Bescheid Stand der BDA-Liste: 2025-06-30 Name: Ortskapelle hl. Anna GstNr.: 329                                         |
| ja   | Datei hochladen | Pfarrhof HERIS-ID: 50206 Objekt-ID: 54942                     | Martinsberg 14 Standort KG: Martinsberg            | Der Pfarrhof neben der Kirche von Martinsberg wurde um 1784 erbaut und 1984 restauriert. | BDA-Hist.: Q38038733 Status: § 2a Stand der BDA-Liste: 2025-06-30 Name: Pfarrhof GstNr.: .13                                                         |
| ja   | Datei hochladen | Kath. Pfarrkirche hl. Martin HERIS-ID: 50207 Objekt-ID: 54943 | neben Markt 15 Standort KG: Martinsberg            | Die Pfarrkirche hl. Martin ist ein ursprünglich romanischer, später weitgehend veränderter Bau mit gotischem Chor, gotischer Südkapelle und barockisiertem Turm. Die Kirchweihe erfolgte 1140 durch den Bischof von Passau.       | BDA-Hist.: Q38038743 Status: § 2a Stand der BDA-Liste: 2025-06-30 Name: Kath. Pfarrkirche hl. Martin GstNr.: 32/1 Pfarrkirche Martinsberg            |
| ja   | Datei hochladen | Pranger und Madonnenfigur HERIS-ID: 62924 Objekt-ID: 75518    | bei Markt 16 Standort KG: Martinsberg              | Fragment eines Prangers aus dem 17. Jahrhundert. Barocke Sandsteingruppe Maria mit Kind, teilweise zerstört, am Sockel bezeichnet mit der Jahreszahl 1694.                                                                        | BDA-Hist.: Q38101681 Status: § 2a Stand der BDA-Liste: 2025-06-30 Name: Pranger und Madonnenfigur GstNr.: 32/1 Pranger und Madonnenfigur Martinsberg |